# Tossal de Gomiols
El Tossal de Gomiols és una muntanya de 632 metres que es troba al municipi d'Os de Balaguer, a la comarca catalana de la Noguera.